# La Húngara
La Húngara, pseudonimo di Sonia María Priego Bárbara (Écija, 21 gennaio 1980), è una cantante spagnola.

## Biografia
La Húngara è stata notata dal cantante El Kaly in un locale di Siviglia, dove stava cantando Ese hombre di Rocío Jurado al karaoke. Ha quindi iniziato a lavorare con il produttore Francisco Carmona, che colpito dalla sua voce le ha offerto un contratto discografico con la J.J. Records.
Nel 2006 La Húngara ha ottenuto il suo primo disco d'oro con il suo quinto album Dibujando esperanzas, che ha venduto più di 40 000 copie in Spagna. Il suo singolo di maggior successo, Loca, ha raggiunto il 6º posto della classifica spagnola nella primavera del 2009. Nel 2019 con il suo sedicesimo album Yo te esperaré ha raggiunto per la prima volta la top ten della classifica degli album, debuttando al 10º posto.

## Discografia

### Album
- 2001 - A Camarón
- 2003 - Es un bandolero
- 2004 - Corazón flamenco
- 2005 - Amándote
- 2006 - Dibujando esperanzas
- 2006 - Mi mejor Navidad
- 2007 - Ahora me toca a mí
- 2008 - Morir en tu veneno
- 2009 - Mi sueño
- 2010 - Guerrera
- 2010 - Debajo del olivo
- 2011 - Vivo cantando
- 2011 - Fiesta por bulerías
- 2015 - Te como tu cara
- 2017 - La niña bonita XV
- 2019 - Yo te esperaré

### Raccolte
- 2009 - Super éxitos
- 2012 - Sus grandes éxitos: todo tiene su fin

### Singoli
- 2009 - Loca
- 2010 - Si mi quisiera
- 2010 - Yo soy español
- 2011 - Vete
- 2015 - Entre tú y yo
- 2016 - Abre los ojos
- 2017 - Nada serio
- 2018 - Yo te esperaré
- 2020 - Estar contigo (feat. Javi Priego e D'médici)